# Archibald Scott Couper
Archibald Scott Couper (né le 31 mars 1831 à Kirkintilloch dans l'East Dunbartonshire en Écosse; mort le 11 mars 1892 dans la même ville) est un chimiste écossais qui développa une théorie de la structure chimique, affirmant que les atomes de carbone tétravalents peuvent se lier pour former de grandes molécules et que l'ordre de liaison entre les atomes peut être déterminé par des preuves chimiques.

## Biographie
Fils d'un riche propriétaire d'une manufacture de textile près de Glasgow, Archibald Couper étudia dans les universités de Glasgow, d'Édimbourg, et de manière intermittente en Allemagne entre 1851 et 1854. Il commença réellement l'étude de la chimie à l'université de Berlin au cours de l'année 1854, puis il entra dans le laboratoire de Charles Adolphe Wurtz à la faculté de médecine de Paris. Il publia en français "sa nouvelle théorie chimique" dans sa forme condensée le 14 juin 1858, puis il la détailla simultanément en français et en anglais dans différents articles en août 1858.
L'idée de Couper selon laquelle les atomes de carbone peuvent se lier selon le respect d'une valence régulière fut énoncé indépendamment de l'article de Friedrich Kekulé von Stradonitz qui proposait le même concept (Kékulé avait déjà proposé le concept de tétravalence du carbone en 1857).
En décembre 1858, Couper reçut un poste d'assistant à l'université d'Édimbourg. Mais sa santé déclina rapidement. En mai 1859, il fit une grave dépression nerveuse et dut se faire traiter dans un hôpital psychiatrique. À sa sortie en juillet 1859, il fit une récidive et fut à nouveau traité jusqu'en novembre 1862. Sa santé resta précaire jusqu'à la fin de sa vie ce qui mit un terme prématuré à sa carrière,.
Les recherches de Couper diffèrent en certains points de celles de Kékulé. Il acceptait l'idée de carbones divalents ce qui n'était pas le cas de Kékulé. Il fournit beaucoup plus de formules dans son article que Kékulé ne le fit et suggéra même dans deux cas des formules hétérocycliques qui ont pu avoir une influence sur la suggestion plus tardive du cycle benzénique par Kékulé. Il donna néanmoins une masse atomique de 8 à l'oxygène au lieu de 16 ce qui explique que ceux-ci étaient deux fois plus présents dans ses formules chimiques que dans celles de Kékulé. Enfin il utilisa des pointillés ou des traits entre les atomes dans ses formules ce qui préfigure l'apparence actuelle de celles-ci. Son travail a certainement influencé les théoriciens de la structure chimique Alexandre Boutlerov et Alexander Crum Brown.

## Sources
- (en) Cet article est partiellement ou en totalité issu de l’article de Wikipédia en anglais intitulé « Archibald Scott Couper » (voir la liste des auteurs).